# Pietro Chesi
Pietro Chesi ([ˈpjeːtro ˈkeːzi] Gambassi Terme, 24 de noviembre de 1902 – Florencia, 15 de agosto de 1944) fue un ciclista italiano que fue profesional entre 1925 y 1944.
Llamado Pelo, su éxito deportivo más destacado fue la sorprendente victoria en la Milán-San Remo de 1927. 
Capturado por los partisanos por haberse adherido a la República Social Italiana, fue procesado por un tribunal popular, el cual lo absolvió gracias a la intervención de un seguidor. Una vez liberado fue capturado de nuevo por un grupo antifascista y fusilado muy cerca de la Iglesia de la Santa Croce. 

## Palmarés
- 1926
  - 2º en la Copa Cavacciocchi
- 1927
  - 1º en la Milán-San Remo
- 1928
  - 10º en el Giro de Italia